# Eilika van Schweinfurt
Eilika van Schweinfurt (rond 1005 - 10 december na 1059) stamde uit een Beiers hoogadellijk geslacht. Zij was een dochter van markgraaf Hendrik van Schweinfurt en Gerberga van Gleiberg (ca. 970 - na 1036). 
Eilika van Schweinfurt huwde rond 1020 met graaf Bernhard II van Saksen en werd de moeder van:
- Ordulf van Saksen (1022-1072)
- Herman (-1086)
- Gertrude (-1115), in 1050 gehuwd met graaf Floris I van Holland (-1061) en in 1063 met Robrecht de Fries (-1093), graaf van Vlaanderen
- Hadwig, gehuwd met graaf Engelbert I van Spanheim (-1096).
- Ida (-31 juli 1102), gehuwd met hertog Frederik van Neder-Lotharingen (-1065), met het graafschap La Roche als bruidsschat, en met graaf Albert III van Namen (-1102)